# Kai Wiedenhöfer
Kai Wiedenhöfer, né le 3 mars 1966 à Villingen-Schwenningen (Bade-Wurtenberg) et mort le 9 janvier 2024, est un photographe allemand.

## Biographie
Kai Wiedenhöfer naît à Schwenningen  mais passe son enfance à Kirchheim. Il étudie le photojournalisme à la Folkwang-Hochschule à Essen et la langue arabe à Damas (Syrie).
Il travaille fréquemment pour l'agence Lookat Photos à Zurich, Suisse. À sa mort, il vit depuis de nombreuses années à Berlin.

### Polémique
Le 21 novembre 2010, des militants de la Ligue de défense juive pénètrent en force dans le musée d’art moderne de la ville de Paris qui accueille une exposition de Kai Wiedenhöfer sur Gaza intitulée « Regard sur une terre meurtrie ». Qualifiant l'exposition d'antisémite, ils se livrent à des violences et à des dégradations. Le CRIF avait protesté contre la tenue de cette exposition, estimant que le photographe « ne veut pas simplement montrer des victimes d'opérations de guerre comme il y en a malheureusement dans tous les conflits armés. Il fait œuvre de propagande. »

Pour Nicolas Shahshahani, vice-président de l'association CAPJPO-EuroPalestine : 

« […] Les artistes ne doivent pas capituler et fermer leurs gueules. Il faut continuer à l'ouvrir, qu'ils soient Israéliens ou Palestiniens. »

Aux accusations qui lui sont faites Kai Wiedenhöfer déclare : 

« M'accuser d'être pro-Hamas ? Mais le Hamas a plutôt cherché à m'empêcher de travailler ! Ils n'aiment pas que l'on puisse rendre compte du mécontentement des habitants de Gaza à leur sujet. D'ailleurs, l'une de ces photos montre une femme qui a perdu une jambe : elle a été victime d'une brouille avec le Hamas, justement. »

## Lauréat
Kai Wiedenhöfer a reçu de nombreux prix de photographie : 
- prix Carmignac Gestion du photojournalisme 2009 pour The Book of Destruction, sur le thème de la bande de Gaza,
- prix Alexia 2002 (Alexia Grant for Cultural Understanding and World Peace),
- World Press Photo 2002 et 2004,
- Leica Medal of Excellence 2002,
- prix W. Eugene Smith 2002,
- prix Hansel-Mieth pour photo-reportage 1998,
- World Press Masterclass 1995 à Amsterdam.

## Publications
- Forty out of One Million, MW Photoprojects 2015[8]
- Confrontier, Steidl, Göttingen 2013.
- Checkpoint Huwara, with Karin Wenger, Neue Züricher Zeitung Publisher 2008
- The Book of Destruction, 2009
- Wall, éditions Steidl, 2007
- Perfect Peace : The Palestinians from Intifada to Intifada, éditions Steidl, 2003

## Expositions personnelles (sélection)
- 2003

Art Biennale of Sharjah/Dubai. Rencontre de la Photographie Africaine, Bamako. Visa pour L’Image, Perpignan.
- 2004

Institut for Forgein Relations (IFA) Stuttgart.
- 2010

Musée d’Art Moderne de la Ville de Paris.
- 2011

Qattan Foundation, London, Film Festival Estoril, Lisbon.
- 2013

WALLONWALL, exposition couvrant 364 m ou 1 200 m2 du Mur de Berlin
- 2015

WARonWALL – the struggle in Syria, Film Festival Lisbon.